# Contravention en droit pénal français
Pour les autres articles nationaux ou selon les autres juridictions, voir Contravention.
Pour un article plus général, voir Infraction en droit pénal français.

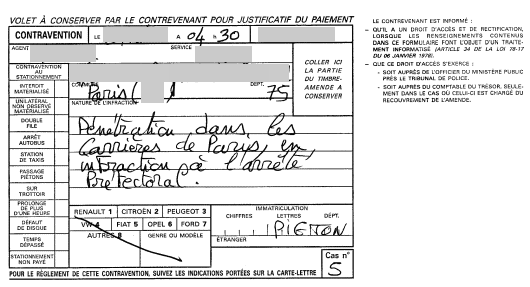
Avis de contravention pour une infraction à un arrêté préfectoral à Paris.

Une contravention, en droit pénal français, est la catégorie d'infractions la moins grave (les deux autres catégories d'infractions étant le délit et le crime) où la peine principale encourue est inférieure ou égale à 3 000 euros d'amende. Ce type d'infraction, dit « contraventionnelle », ne se réduit pas aux seules infractions à la sécurité routière (code de la route), ni à l'écrit remis au contrevenant par l'agent verbalisateur qui constate l'infraction commise (timbre-amende). Elles sont réparties en cinq classes de gravité croissante.
Les affaires contraventionnelles sont jugées au tribunal de police. Le rôle de substitut de la République au tribunal de police est tenu, pour les contraventions de la 1re à la 4e classe, par un commissaire de police ou un autre fonctionnaire, appelé officier du ministère public. Pour les contraventions de 5e classe, le substitut du procureur de la République du tribunal de grande instance du ressort où a eu lieu cette contravention, est tenu d'être présent et assure ainsi son rôle de défenseur de l'ordre public et de la société.

## Régime des contraventions
Le régime des contraventions est déterminé par la Constitution du 4 octobre 1958, le code pénal et le code de procédure pénale, apparu en 1958 et ayant succédé au code d'instruction criminelle, créé par Napoléon en 1810.
Le régime des contraventions dans la Constitution
L'article 34 de la Constitution relatif au domaine de la loi ne contient aucune disposition relative aux infractions contraventionnelles, contrairement aux crimes et délits : « La loi fixe les règles concernant : […] la détermination des crimes et délits ainsi que les peines qui leur sont applicables ».
L'article 34 énumérant limitativement le domaine de la loi, les contraventions sont donc du domaine du règlement. En effet, l'article 37 de la Constitution française dispose en son second alinéa : « Les matières autres que celles qui sont du domaine de la loi ont le caractère réglementaire ».
Toutefois, en vertu de l'article 34, le législateur en détermine les grands principes : il s'agit de la procédure pénale et de la protection des droits fondamentaux.
Le régime des contraventions dans le Code pénal
Le régime des contraventions est inclus dans le code pénal :
- pour les personnes physiques - articles 131-12 et suivants, ;
- pour les personnes morales - articles 131-40 ss ;
- mais aussi la police - R610-1 ss.

### Détermination des contraventions
Les contraventions françaises sont déterminées par le règlement, et plus précisément par décret en Conseil d'État. C'est donc l'autorité réglementaire qui est compétente pour créer, modifier ou supprimer des contraventions. Les contraventions sont réparties en cinq classes de gravité croissante.
| Classification des contraventions | Gravité de l'infraction (exemples de contraventions contre des personnes) |
| --------------------------------- | --- |
| 1re classe                        | Diffamation et injure non publiques |
| 2e classe                         | Atteintes à l'intégrité physique sans ITT par maladresse, imprudence, inattention, négligence, manquement à une obligation de sécurité ou de prudence |
| 3e classe                         | Menaces de violences et bruits, tapages injurieux ou nocturnes troublant la tranquillité d'autrui |
| 4e classe                         | Violences volontaires n'ayant entraîné aucune ITT |
| 5e classe                         | Diffamation non publique commise envers une personne ou un groupe en raison : ethnie, nation, race, religion, violences volontaires ayant entraîné une ITT inférieure ou égale à 8 jours, Atteintes à l'intégrité physique par maladresse, imprudence, inattention, négligence, manquement à une obligation de sécurité ou de prudence ayant entraîné une ITT inférieure ou égale à 3 mois, Atteintes physiques n'ayant entraîné aucune ITT par la violation manifestement délibérée d'une obligation de prudence ou de sécurité (faute caractérisée). |

### Détermination des peines
Le législateur français détermine les grands principes des peines contraventionnelles, notamment la peine principale, qui est ici l'amende, et les peines complémentaires. Toutefois, c'est l'autorité réglementaire qui détermine, pour chaque contravention, la peine applicable. Elle peut donc aggraver la peine d'une contravention, ou, à l'inverse, la réduire, en changeant la classe qui leur est applicable.

#### Peine principale exclusive: l'amende contraventionnelle
La seule peine principale envisageable pour résoudre une contravention en France est l'amende. En effet, la loi précise que lorsque la peine prononcée est l'amende contraventionnelle, celle-ci ne peut être cumulée avec d'autres peines complémentaires. Le montant de l'amende contraventionnelle est déterminé par la loi française selon la classe de la contravention commise.
| Classification des contraventions | Montant de l'amende                                        |
| --------------------------------- | ---------------------------------------------------------- |
| 1re classe                        | 38 € au maximum                                            |
| 2e classe                         | 150 € au maximum                                           |
| 3e classe                         | 450 € au maximum                                           |
| 4e classe                         | 750 € au maximum                                           |
| 5e classe                         | 1 500 € au maximum (3 000 € au maximum en cas de récidive) |

- il n'y a pas de peine d'amende contraventionnelle minimum, ce qui n'était pourtant pas le cas dans l'ancien code pénal français, abrogé en 1994, qui disposait que « L'amende pour contravention de police ne pourra ni être inférieure à 30 F ni excéder 12 000 F. ». Par ailleurs, l'ancien code pénal autorisait aussi l'emprisonnement à titre de peine principale, limité à 2 mois[7].
- il n'y a pas d'aggravation du montant de l'amende contraventionnelle en cas de récidive, sauf lorsque le règlement le prévoit expressément (l'amende contraventionnelle est alors de 3 000 €), et hors le cas où la récidive d'une contravention constituerait un délit.
- Pour les personnes morales le "taux maximum de l'amende applicable aux personnes morales est égal au quintuple de celui prévu pour les personnes physiques par le règlement qui réprime l'infraction"[8].

Afin de personnaliser la peine, l'amende peut être assortie d'un sursis simple, selon des modalités spécifiques ou bien être fractionnée, pour « motif grave d'ordre médical, familial, professionnel ou social ».

#### Peines complémentaires

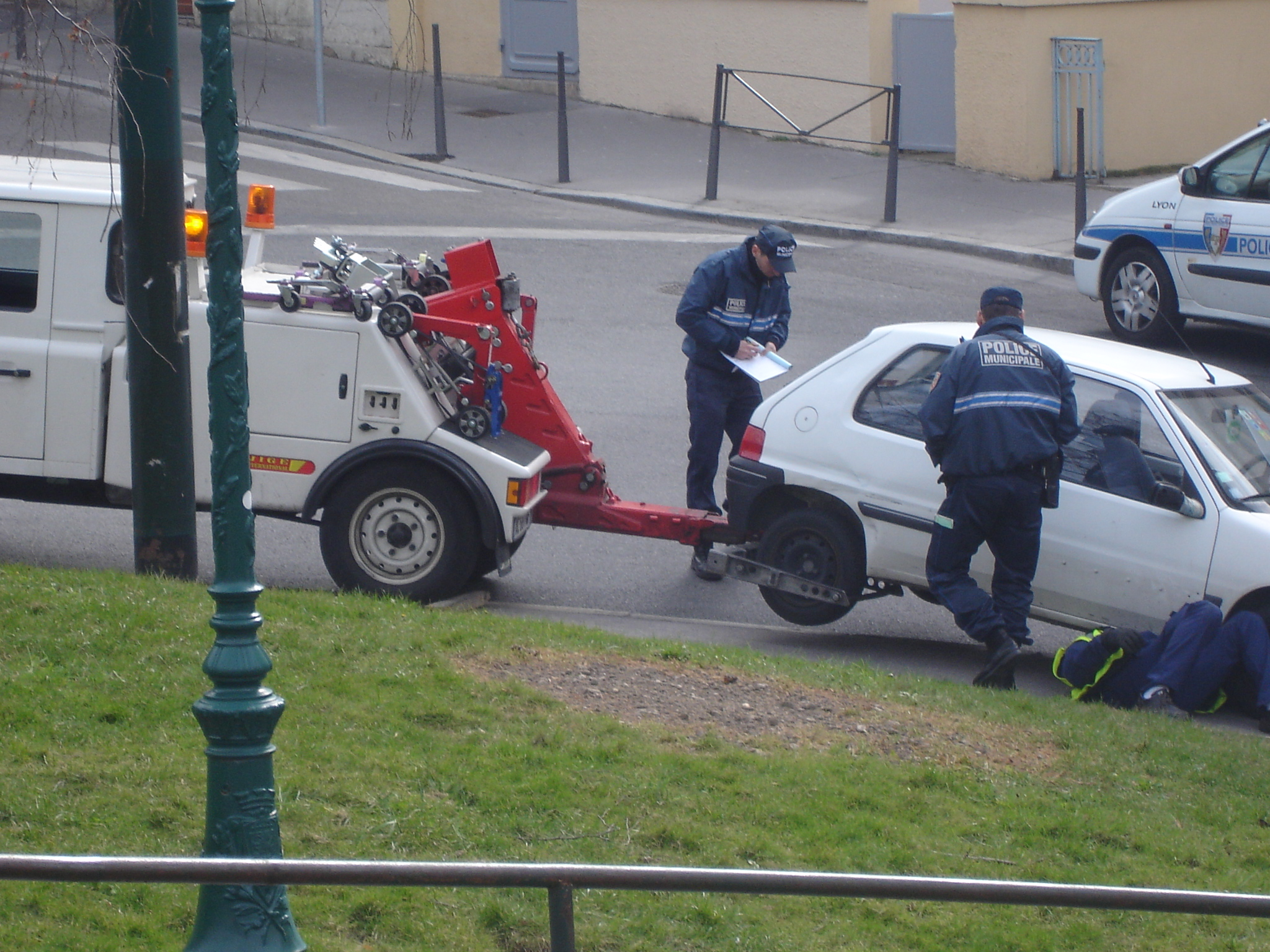
Enlèvement d'un véhicule

Outre l'amende, d'autres peines peuvent être prononcées, et éventuellement se cumuler, afin d'individualiser les peines. On peut citer, à ce titre, les peines légales suivantes :
- suspension du permis de conduire du condamné ;
- immobilisation d'un véhicule du condamné ;
- confiscation d'armes, voire interdiction d'en détenir ;
- retrait du permis de chasser ;
- interdiction d'émettre des chèques ;
- confiscation de la chose qui a servi ou était destinée à commettre l'infraction, ou qui en est le produit ;
- interdiction de conduire certains véhicules terrestres à moteur ;
- obligation d'accomplir, à ses frais, un stage de sensibilisation à la sécurité routière ;
- obligation d'accomplir, le cas échéant à ses frais, un stage de citoyenneté.

## Procédure contentieuse
Une procédure contentieuse en matière de contravention commence par une citation directe ou la comparution volontaire des parties, voire par une ordonnance de renvoi du juge d'instruction. Le tribunal de police est compétent pour cette procédure depuis la suppression de la juridiction de proximité qui connaissait des contraventions des quatre premières classes de 2005 à 2017.

### Procédure devant le Tribunal de police
Le tribunal de police français est la juridiction de droit commun qui connaît des contraventions. Il est composé d'un juge unique, issu du tribunal de proximité depuis le 1er janvier 2020 et qui a succédé au tribunal d'instance, d'un greffier, et d'un officier chargé du ministère public, qui est le procureur de la République ou l'un de ses substituts.
Il existe trois procédures différentes pour juger une contravention en France : la procédure ordinaire, plus longue, la procédure simplifiée, et la procédure lors d'une amende forfaitaire.

#### Procédure ordinaire
La procédure ordinaire est la procédure qui s'applique en l'absence du choix d'une autre procédure qui soit applicable.

#### Procédure simplifiée
Seul le ministère public peut demander qu'une procédure simplifiée soit engagée à la place d'une procédure ordinaire. Cette procédure peut être appliquée pour toutes les contraventions, même celles commises en état de récidive. Seules les contraventions du code du travail, ainsi que les contraventions de 5e classe commises par un mineur ne sont pas éligibles à cette procédure.
La caractéristique de la procédure simplifiée est l'absence de débat contradictoire préalable. En effet, le juge de la juridiction de proximité ou du tribunal de police peut rendre son ordonnance pénale sans entendre le prévenu. Le législateur dispose ainsi qu'il n'est pas toujours utile d'entendre le prévenu, notamment lorsque la contravention a été constatée par un agent de police ou un militaire de la gendarmerie. Toutefois, si le juge estime que le débat contradictoire peut être utile, le juge peut continuer la procédure dans la forme ordinaire.
S'il continue la procédure dans la forme simplifiée, le juge pourra rendre une ordonnance portant relaxe ou condamnation, soit à une peine d'amende, soit à une ou plusieurs peines complémentaires.
Le juge français n'est explicitement pas tenu de motiver l'ordonnance pénale ainsi rendue. Seuls « les nom, prénoms, date et lieu de naissance et domicile du prévenu, la qualification légale, la date et le lieu du fait imputé, la mention des textes applicables et, en cas de condamnation, le montant de l'amende ainsi que la durée de la contrainte judiciaire » doivent obligatoirement figurer dans l'ordonnance.
Particulièrement, dans le cadre d'une procédure simplifiée, la loi française dispose :

« L'ordonnance pénale à laquelle il n'a pas été formé opposition a les effets d'un jugement passé en force de chose jugée.
Cependant, elle n'a pas l'autorité de la chose jugée à l'égard de l'action civile en réparation des dommages causés par l'infraction. »

— code de procédure pénale, article 528-1
Cela signifie que l'ordonnance pénale est exécutoire pour la peine qu'elle prononce, et il peut être fait appel à la force publique pour que la peine soit exécutée. Il n'y a pas de voie de recours supplémentaire : ni appel, ni pourvoi en cassation ne sont alors possibles. Cependant, la victime a le droit de faire appel en ce qui concerne la seule réparation personnelle des conséquences de l'infraction, notamment par le moyen de dommages-intérêts. S'il y a appel, il se fera donc devant une chambre civile de la Cour d'appel du ressort.

##### Opposition à l'exécution d'une ordonnance pénale
Afin de limiter la portée de cette exception au principe du contradictoire, il existe une procédure pour former opposition à une ordonnance pénale ainsi rendue, permettant seulement de reprendre la procédure ordinaire, contradictoire, devant la juridiction compétente.
Le ministère public forme son opposition dans un délai de 10 jours après que l'ordonnance pénale a été rendue. Ce n'est qu'à l'issue de ce délai que l'ordonnance pourra être notifiée au prévenu. Celui-ci dispose alors d'un délai de 30 jours (à compter de la date d'envoi de la notification) pour former son opposition au greffe du tribunal compétent.
Le fait de former opposition a un effet suspensif : dès réception de l'avis d'opposition à l'ordonnance pénale, le comptable du Trésor public arrête le recouvrement de l'amende.

#### Procédure lors d'une amende forfaitaire
Le Code de procédure pénale prévoit une sanction pécuniaire en cas de violation de certaines règles juridiques.
En cas d'amende forfaitaire, l'auteur d'une contravention des 4 premières classes dont la liste est fixée par décret, évite toute poursuite en s'acquittant d'une amende d'un montant déterminé à l'avance dans un délai de 45 jours à compter de la constatation de l'infraction ou de l'envoi de l'avis de contravention. L'amende forfaitaire est applicable à l'ensemble des contraventions des classes 1 à 4 du code de la route.
L'amende forfaitaire est majorée lorsque les délais de paiement n'ont pas été respectés par le contrevenant sauf dans le cas où une contestation a été régulièrement formalisée dans les délais requis.
À l'inverse, l'amende forfaitaire est minorée pour certaines contraventions au code de la route (à l'exception des infractions relatives au stationnement) si le contrevenant en règle le montant dans un délai de 3 jours à compter de la constatation de l'infraction ou de 15 jours si l'avis de contravention est envoyé ultérieurement à l'intéressé.
La procédure de l'amende forfaitaire n'est pas applicable en cas de constatation simultanée de plusieurs infractions dont l'une au moins ne peut donner lieu à une amende forfaitaire.
L'amende forfaitaire existe pour les 4 premières classes de contravention.
|                                                               | Amende forfaitaire minorée | Amende forfaitaire                                    | Amende forfaitaire majorée | Maximum |
| ------------------------------------------------------------- | -------------------------- | ----------------------------------------------------- | -------------------------- | ------- |
| 1re classe*                                                   | pas de minorée             | 11 € (17 € en cas d'infraction liée au stationnement) | 33 €                       | 38 €    |
| 2e classe*                                                    | 22 €                       | 35 €                                                  | 75 €                       | 150 €   |
| 3e classe*                                                    | 45 €                       | 68 €                                                  | 180 €                      | 450 €   |
| 4e classe                                                     | 90 €                       | 135 €                                                 | 375 €                      | 750 €   |
| * Sauf contraventions en matière d'arrêt et de stationnement. |                            |                                                       |                            |         |

Le montant de l'amende forfaitaire de 1re classe s'agissant des contraventions en matière d'arrêt et de stationnement est de 17 euros.
La contestation de l'amende forfaitaire ou "requête en exonération" est adressée à l'Officier du Ministère Public dont les coordonnées figurent sur l'avis de contravention dans les 45 jours de l'envoi de cet avis. L'original de l'avis de contravention doit être joint à la requête en exonération.

### Procédure pour infraction dans les transports publics
Lorsqu'une personne commet une infraction dans les transports publics, par exemple un « défaut de présentation » de titre de transport, l'action publique est éteinte en cas de transaction par versement d'une indemnité forfaitaire à l'exploitant (RATP, RTM, SNCF…). Ces infractions sont constatées par des agents assermentés de l'exploitant.
Le montant de l'indemnité forfaitaire est variable selon les exploitants et les infractions, sans pouvoir dépasser les seuils édictés par le pouvoir réglementaire pour les différentes infractions sanctionnables. Le montant est réglé immédiatement auprès du contrôleur ou dans le cas contraire le contrôleur peut recueillir les nom et adresse du présumé contrevenant afin de dresser un procès-verbal de contravention. Le contrevenant pourra alors payer plus tard l'indemnité forfaitaire, à laquelle peuvent s'ajouter des frais de dossier.
Le contrevenant peut également adresser une contestation à l'exploitant, qui peut l'accepter ou la refuser : dans ce dernier cas, il la transmet au ministère public et une procédure ordinaire est engagée.